# 알레산드로 마르티넬리
알레산드로 마르티네리(Alessandro Martinelli, 1993년 5월 30일, 스위스 멘드리시오 ~ )는 스위스 태생의 이탈리아 선수이다.